# كنيسة بورجوند ستاف

كنيسة بورجوند ستاف هي كنيسة سابقة تقع في فيستلاند، النرويج.